# Nikola Chongarov
Nikola Chongarov (en bulgare : Никола Чонгаров) est un skieur alpin, devenu skieur acrobatique bulgare, né le 20 septembre 1989 à Varna.

## Biographie
Il commence dans les compétitions officielles de la FIS lors de la saison 2004-2005.
Son premier grand rendez-vous international est les Championnats du monde 2009 où sa seule course terminée est le slalom géant avec comme résultat une 42e place.
Il démarre en Coupe du monde en novembre 2009 à Levi (Finlande). Il obtient ses premiers points dans cette compétition en janvier 2012 au super combiné de Kitzbühel (15e).
Aux Championnats du monde 2011, il se classe notamment 22e du super-combiné.
Aux Championnats du monde 2013, il arrive 17e du super-combiné.
Aux Jeux olympiques d'hiver de 2014, à Sotchi, il est 38e de la descente, 39e du super G, 23e du super combiné et ne termine pas le slalom.
Depuis la saison 2016-2017, il court dans le circuit mondial de skicross. En parallèle, il a entamé une carrière dans la musique, jouant dans un groupe de rock.

## Palmarès en ski alpin

### Jeux olympiques
| Épreuve / Édition | Sotchi 2014 |
| Descente          | 38e         |
| Super G           | 39e         |
| Slalom            | Abandon     |
| Combiné           | 23e         |

### Championnats du monde
| Épreuve / Édition | Val d'Isère 2009 | Garmisch-Partenkirchen 2011 | Schladming 2013 |
| Descente          |                  | 39e                         | Abandon         |
| Super G           | Abandon          | Abandon                     | 38e             |
| Slalom géant      | 42e              | Abandon                     | 34e             |
| Slalom            | Abandon          | 31e                         | Abandon         |
| Combiné           | Abandon          | 22e                         | 17e             |

### Coupe du monde
- Meilleur classement général : 109e en 2012.
- Meilleur résultat : 15e.

#### Classements
| Saison / Épreuve | Saison / Épreuve | Général | Général | Descente | Descente | Slalom | Slalom | Slalom géant | Slalom géant | Super G | Super G | Combiné | Combiné |
| ---------------- | ---------------- | ------- | ------- | -------- | -------- | ------ | ------ | ------------ | ------------ | ------- | ------- | ------- | ------- |
| Saison / Épreuve | Saison / Épreuve | Class.  | Points  | Class.   | Points   | Class. | Points | Class.       | Points       | Class.  | Points  | Class.  | Points  |
| 2012             | 2012             | 109e    | 23      | -        | -        | -      | -      | -            | -            | -       | -       | 27e     | 23      |

### Championnats de Bulgarie
- Champion de super G en 2011 et 2012.
- Champion de slalom géant en 2012.
- Champion de slalom en 2016.

## Palmarès en skicross

### Championnats du monde
| Épreuve / Édition | Sierra Nevada 2017 | Solitude 2019 |
| Skicross          | 38e                | 34e           |

### Championnats de Bulgarie
- Titré en 2018 et 2019.